# Dubova, Mehedinți

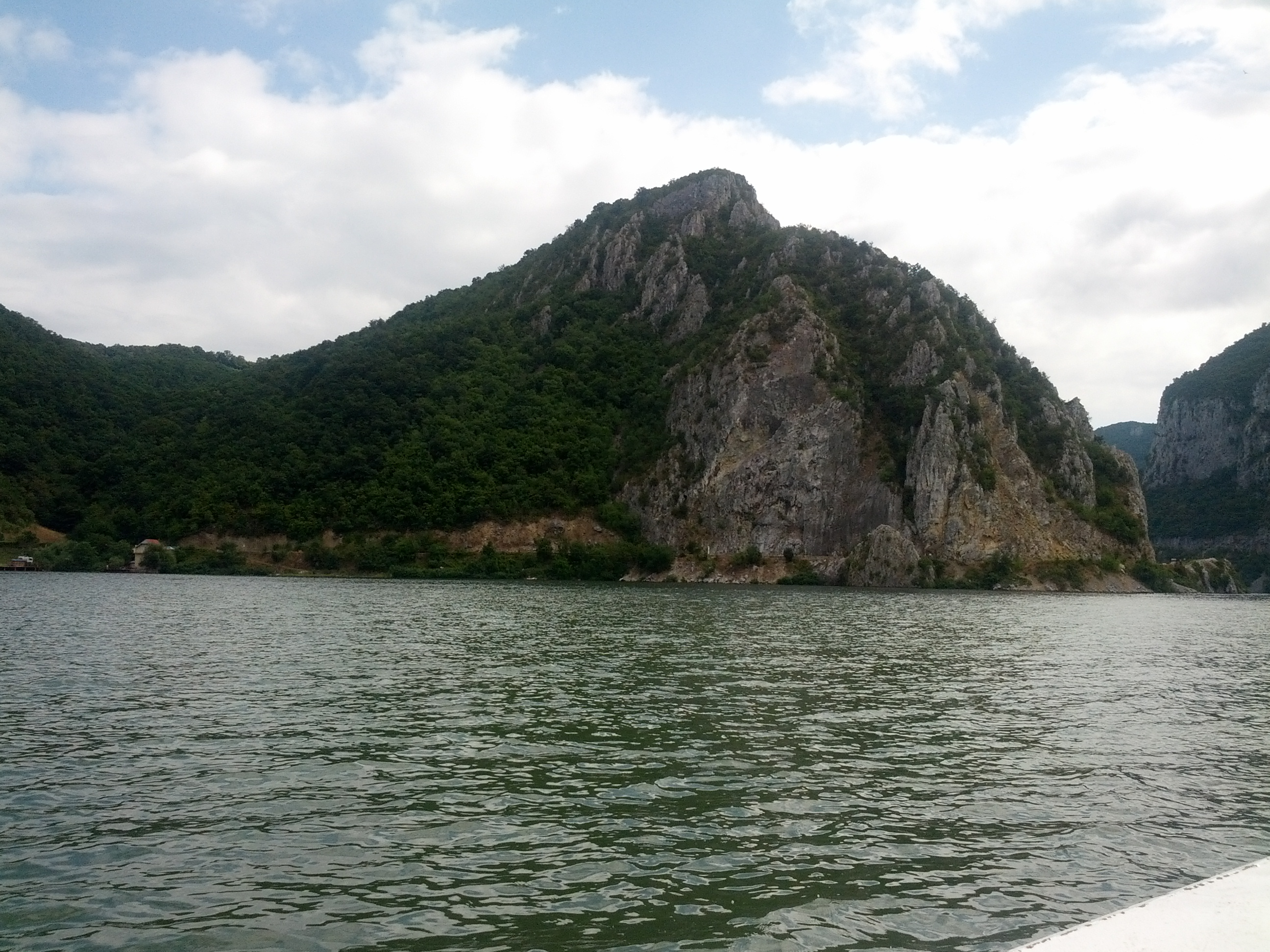
Golful făcut de Dunăre în dreptul localității Dubova, Mehedinți.

Dubova este satul de reședință al comunei cu același nume din județul Mehedinți, Banat, România. Se află în partea de sud a județului, în regiunea istorică Banat, la poalele sudice ale munților Almăjului, în zona de defileu a Dunării, pe malul stâng al fluviului.